# الماس طلایی
الماس طلایی (نام علمی: Heliophorus brahma) نام یک گونه از تیره پرنیان‌بالان است.